# مایکل بوستویک
مایکل بوستویک (انگلیسی: Michael Bostwick؛ زادهٔ ۱۷ مهٔ ۱۹۸۸) بازیکن فوتبال اهل بریتانیا است.
از باشگاه‌هایی که در آن بازی کرده‌است می‌توان به باشگاه فوتبال پیتربورو یونایتد، باشگاه فوتبال کراولی تاون، باشگاه فوتبال لینکولن سیتی، باشگاه فوتبال ابسفلیت یونایتد، باشگاه فوتبال استیونج، و باشگاه فوتبال میلوال اشاره کرد.
وی همچنین در تیم ملی فوتبال England C بازی کرده‌است.